# Universidad Estatal de Amur
La Universidad Estatal de Amur (en ruso: Аму́рский госуда́рственный университе́т) es una universidad en Blagovéshchensk, Óblast de Amur, Rusia el centro educativo está estrechamente relacionado con la historia de la región de Amur. El Instituto Tecnológico de Blagoveshchensk fue fundado sobre la base de la Facultad Técnica de Blagoveshchensk en 1975. En ese momento, fue el primer Instituto de Tecnología del Extremo Oriente ruso. En 1992, el Instituto Tecnológico Blagoveshchensk pasó a llamarse Instituto Politécnico Blagoveshchensk. Dos años más tarde, el Instituto Politécnico se convirtió en una universidad multidisciplinaria completa; la Universidad Estatal de Amur.
Desde 1993, la Universidad Estatal de Amur ha establecido acuerdos de cooperación internacional, y también ha abierto un departamento de Relaciones Internacionales y cooperación económica extranjera. En 2014, el departamento pasó a llamarse Oficina de Asuntos Internacionales. En la universidad se imparten las siguientes materias de estudio: Matemáticas, Informática, Física, Ingeniería, Relaciones Internacionales, Diseño, Tecnología, Ciencias sociales, Filología, Economía, Energía, Derecho y Formación Profesional.